# Oleksandr Romančuk (calciatore 1984)
Oleksandr Volodymyrovyč Romančuk (in ucraino Олександр Володимирович Романчук?; Kiev, 21 ottobre 1984) è un ex calciatore ucraino, di ruolo difensore.

## Palmarès

### Club

#### Competizioni nazionali
- Campionato ucraino: 1

Dinamo Kiev: 2008-2009
- Coppa d'Ucraina: 1

Dianmo Kiev: 2004-2005
- Supercoppa d'Ucraina: 1

Dinamo Kiev: 2004